# Illinois (rivière de l'Oregon)
Pour les articles homonymes, voir Illinois (homonymie).
L'Illinois est une rivière américaine d'une longueur de 90 km qui coule dans l’État de l'Oregon. Elle est un affluent du fleuve Rogue.